# Batyma onesalis
Batyma onesalis är en fjärilsart som beskrevs av William Schaus 1906. Batyma onesalis ingår i släktet Batyma och familjen nattflyn. Inga underarter finns listade i Catalogue of Life.